# Лакор, Сюзанна
Сюзанна Лакор (фр. Suzanne Lacore; 30 мая 1875, Бессак — 6 ноября 1975, Мийак-д’Оберош) — французский политик-социалист. Одна из первых трёх женщин, вошедших во французское правительство.
Она оставалась верной SFIO и постепенно осуществила синтез догматического социализма Жюля Геда и более гуманистического социализма Жана Жореса. Она стремилась восстановить партию, заботясь, в частности, о женском вопросе, участвуя в 1931 году в создании Национального комитета женщин-социалисток (CNFS), в котором она была одной из выдающихся фигур.
4 июня 1936 года она стала одной из трех женщин-министров в правительстве Народного фронта вместе с Сесиль Брунсвик и Ирен Жолио-Кюри в то время, когда женщины не могли ни голосовать, ни быть избранными. Она была назначена заместителем государственного секретаря по защите детей в первом правительстве Леона Блюма под руководством Анри Селье и выбрала реформатора Алису Жуэн в качестве начальника штаба.